# Ianca (Olt)
Ianca es una comuna ubicada en el distrito de Olt, Rumania.

## Superficie
Posee una superficie de 106,7 kilómetros cuadrados.

## Demografía
Hasta 2021 la población era de 3232 habitantes, con una densidad de población de 30,28 habitantes por kilómetro cuadrado.